# Tuvalu hívójelkörzetei
Tuvalu jelenleg (2024) nincs felosztva hívójelkörzetekre.
Tuvalu számára az ITU a T2 hívójelprefixet határozta meg.
| Prefix | Körzet | Hely/jelleg | ITU zóna | CQ zóna | QTH lokátor |
| ------ | ------ | ----------- | -------- | ------- | ----------- |
| T2     | [0..9] | Tuvalu      | 65       | 31      | RI91        |

## Lajstromjel
Vízi és légi járművek lajstromjelezéséhez a T2 prefixet használják.